# Proto-indo-europeni
Proto-indo-europenii au fost vorbitori de limbă proto-indoeuropeană (PIE), o limbă (reconstruită) preistorică. Cunoașterea vine mai ales din reconstrucția lingvistică, împreună cu dovezi materiale aduse de arheologie și genetică. Reconstrucția lingvistică este plină de incertitudini semnificative și lasă loc pentru speculații. Despre vorbitorii acestei limbi nu se poate presupune că au fost un popor unic, identificabil sau trib. Mai degrabă, au fost un grup de populații ancestrale vag inter-legate, încă parțial preistorice, din epoca bronzului indo-european.